# Salem, Virginia
Salem är en stad (independent city) och countyfritt område i den amerikanska delstaten Virginia med en folkmängd som enligt United States Census Bureau uppgår till 24 802 invånare (2010). Trots att Salem är countyfritt fungerar staden som administrativ huvudort i Roanoke County.

## Historia
Engelska upptäcktsresande Thomas Batts och Robert Fallam besökte toteroindianernas by år 1671 i området som i flera århundraden hade haft urinvånare. James Simpson inledde planläggningen av Salem år 1800 och den första fastighetstransaktionen skedde den 4 juni 1802. Ortens första kristna församling, en metodistförsamling, grundades år 1803. Virginias lagstiftande församling godkände grundandet av kommunen Salem den 6 januari 1806. En framträdande invånare, William Bryan, hade kommit till området från Salem County i New Jersey.

## Geografi
Staden har en total area på 37,8 km². 37,4 km² av den arean är land.

### Angränsande countyn
- Roanoke County - nord, väst, syd
- Roanoke - independent city - öst